# Prima Donna (banda)
Prima Donna es un grupo de rock 'n' roll de Los Ángeles formado en 2003 por el cantante y guitarrista Kevin Preston (que viene del grupo The Skulls), el saxofonista y teclista Aaron Minton, el batería David S. Field, el bajista "Lights Out" Levine y el guitarrista Erik Arcane.

## Historia
El grupo se formó en 2003, pero hasta el 2005 no aparece su primer CD titulado KISS KISS por Brunette Records el cual ahora está descatalogado, pero se puede encontrar a la venta en Itunes y en CDbaby.com
Su sonido mezclado con el saxofón, el piano y el órgano junto con el sonido de la guitarra hace que sea descrito como el mejor glampunkrock 'n' roll .
En el año 2005, el grupo estuvo en ocho países europeos de gira con Texas Terry.
A mediados de 2007, Prima Donna sacó una canción nueva llamada “Soul Stripper”. La puedes escuchar en su myspace.
En un video podemos ver la entrevista con Eric Blair en el backstage de la premier de Punk's Not Dead el 30 de mayo de 2007. En él, Prima Donna, cuenta como se conocieron los componentes del grupo, a que se dedicaban en esos momentos y sobre su futuro.
En mayo de 2008, Kevin Preston se une al nuevo proyecto que crean los Green Day ,aparte, llamado “Foxboro Hot Tubs”.
La primera vez que Prima Donna fue escuchado en la radio fue el 27 de julio de 2008 y fue pinchado por Rodney Bingenheimer en su programa de radio KROQ.
Prima Donna sacó a la venta su último disco “After Hours” el 2 de septiembre de 2008 con la compañía Acetate Rercords.
En la primavera de 2009, Prima Donna estuvo de tour con Eddie and The Hot Rods por Estados Unidos y más tarde, con Duane Peters Gunfight.
En 2009, apoyaron a Green day a lo largo de su etapa europea con la gira mundial del 21st Century Breakdown. Estuvieron abriendo los conciertos para Green Day en Madrid, Barcelona, Dublin, entre otros..
En 2010, ellos volvieron a la gira de Green Day para apoyarles durante la etapa en Asia, como, Bangkok, Singapure, Seoul, Osaka, Tokio y Nagoya.
Finalizados estos conciertos, el grupo sufre un cambio de bajista, Daniel Nyby abandona el grupo y se reincorpora Justin Christ, el cual procedía de otro grupo, durante el tiempo que actúan por California Justin toca con ellos, al llegar el día en que empezó la gira Europea, se informa que Justin Christ se vuelve a unir con su anterior grupo llamado "Johnny Madcap and The Distractions" y se reincorpora un nuevo bajista llamado "Lights out" Levine, el cual procede de un grupo llamado "THE LADYKILLERS" y que será el bajista oficial de Prima Donna.
Actualmente, han realizado un último tour europeo que comenzó el 1 de octubre en Holanda y que ha finalizado el 14 de noviembre de 2010 en Mánchester, Londres habiendo pasado por España, Italia, Alemania, Francia, Portugal, etc.
Han finalizado la grabación del nuevo disco, el cual ha salido a la venta el 14 de febrero de 2012, se llama "Bless This Mess"
Durante febrero de 2012 hasta marzo de 2012 estuvieron de tour Europeo pasando por Alemania, República Checa, Austria, Italia, España, Francia, Inglaterra y Bélgica.
Después de una gira por América volverán en octubre con una nueva gira Europea del 5 al 20 de octubre de 2012.
También durante el 2012 visitarán Asia una vez más después de actuar allí estando de gira junto a Green Day.

## Miembros del grupo
- Iniciales:

Kevin Tyler Preston (voz y guitarra)
Erik Arcane (guitarra)
Aaron Minton (teclado y saxofón)
David S. Field (batería)
Dany Nyby (bajista)
- Cambios:

Dany Nyby abandonó el grupo y entró Justin Christ(2010)
Justin Christ volvió a su anterior grupo y entró "Lights Out" Levine(2010)
- Actuales:

Kevin Tyler Preston (voz y guitarra)
Erik Arcane (guitarra)
Aaron Minton (teclado y saxofón)
David S. Field (batería)
"Lights Out" Levine (bajista)

## Discos publicados
- Kiss Kiss (2005) descatalogado, se puede encontrar en descarga en MP3 en Internet.
- After Hours (2008) Se puede adquirir en la página web del grupo y en la de Acetate Records.
- Bless This Mess (2012) Se puede adquirir en la página web del grupo y en la página web de Acetate Records, entre otras tiendas en línea.